# عروس سيتو
عروس سيتو (باليابانية: 瀬戸の花嫁، بالروماجي: Seto no Hanayome) (بالإنجليزية: My Bride Is a Mermaid)‏ هي سلسلة مانغا يابانية من تأليف تاهيكو كيمورا، نشرت من قبل سكوير إنكس في مجلة غانغان وينغ الشهرية ، ثم انتقلت إلى مجلة غانغان جوكير الشهرية، وتكونت من 16 مجلدًا. أنتجت إلى أنمي تلفزيوني من قبل استوديو جونزو بالتعاون مع شركة أنمي إنترنشنل، عرض الأنمي في 1 أبريل عام 2007 واستمر عرضه حتى 30 سبتمبر عام 2007، على تلفزيون طوكيو، وتكون 26 حلقة + حلقتين أوفا عرضت في 28 نوفمبر عام 2008 حتى 30 يناير عام 2009.

## القصة
تدور أحداث القصة عن فتى اسمه ناغاسومي ميتشيشيو، الذي يذهب مع عائلته في العطلة الصيفية إلى البحر، عندما كان ناغاسومي يسبح. كاد أن يغرق وقبل أن يلفظ انفاسة الأخيرة، تم أنقاذة من الغرق من قبل حورية بحر اسمها سان سيتو.

## الشخصيات

### عائلة ميتشيشو
ناغاسومي ميتشيشيو (باليابانية: 満潮 永澄، بالروماجي: Michishio Nagasumi)
أداء صوتي: تاكاهيرو ميزوشيما
والد ناغاسومي (باليابانية: 永澄の父، بالروماجي: Nagasumi no Chichi)
أداء صوتي: أتسشي إيماروؤكا
والدة ناغاسومي (باليابانية: 永澄の母، بالروماجي: Nagasumi no Haha)
أداء صوتي: نوريكو ناميكي
جدة ناغاسومي (باليابانية: 永澄の祖母، بالروماجي: Nagasumi no Sobo)
أداء صوتي: إيريكو ماتسوشيما

### عائلة سيتو
سان سيتو (باليابانية: 瀬戸 燦، بالروماجي: Seto San)
أداء صوتي: هاروكو موموي
غوزابورو سيتو (باليابانية: 瀬戸 豪三郎، بالروماجي: Seto Gōzaburō)
أداء صوتي: كينتا مياكي
رين سيتو (باليابانية: 瀬戸 蓮، بالروماجي: Seto Ren)
أداء صوتي: ماكيكو نابي

### شخصيات أخرى
ماسا (باليابانية: 政، بالروماجي: Masa)
أداء صوتي: كاتسوكي موراسي
ماكي (باليابانية: 巻، بالروماجي: Maki)
أداء صوتي: ناتسكو كواتاني
شارك فوجيشيرو (باليابانية: シャーク藤代، بالروماجي: Shāku Fujishiro)
أداء صوتي: تاكيهيتو كوياسو
أوكتوبوز ناكاجيما (باليابانية: オクトパス中島، بالروماجي: Okutopasu Nakajima)
أداء صوتي: ماساشي يابي
لونار إيدوماي (باليابانية: 江戸前 留奈، بالروماجي: Edomae Runa)
أداء صوتي: ساكورا نوغاوا
والد لونار (باليابانية: ルナパパ، بالروماجي: Runa-Papa)
أداء صوتي: تيشو غيندا
ماواري زينيغاتا (باليابانية: 銭形 巡، بالروماجي: Zenigata Mawari)
أداء صوتي: ريكا موريناغا
هيديوشي ساروتوبي (باليابانية: 猿飛 秀吉، بالروماجي: Sarutobi Hideyoshi)
أداء صوتي: ماساشي يابي
ممثل الصف (باليابانية: 委員長، بالروماجي: Iinchō)
أداء صوتي: نوريكو ريكيمارو
كاي ميكاوا (باليابانية: 三河 海، بالروماجي: Mikawa Kai)
أداء صوتي: دايسكي أونو
أكينو شيرانوي (باليابانية: 不知火 明乃 明星، بالروماجي: Shiranui Akeno Myōjō)
أداء صوتي: إيري كيتامورا
يوشيو ميناموتو
أداء صوتي: دايسكي ناميكاوا
تاتوري ساروتوبي (باليابانية: 猿飛 悟، بالروماجي: Sarutobi Satori)
أداء صوتي: توموكو كانيدا
ساتورن (باليابانية: サーたん، بالروماجي: Sātan)
أداء صوتي: أيومي تسونيماتسو

## وصلات خارجية
- موقع المانغا الرسمي باللغة اليابانية
- موقع الأنمي الرسمي باللغة اليابانية
- عروس سيتو على موقع تلفزيون طوكيو باللغة اليابانية
- عروس سيتو على موقع استديو جونزو باللغة اليابانية
- عروس سيتو على موقع أفيكز باللغة اليابانية
- عروس سيتو على موقع ANN manga (الإنجليزية)